# Adrenaline (James Blunt)
Adrenaline è un singolo del cantautore britannico James Blunt, pubblicato il 4 febbraio 2022 come terzo e ultimo estratto dalla prima raccolta The Stars Beneath My Feet (2004-2021).

## Descrizione
Una delle quattro canzoni inedite incluse nella raccolta di Blunt, The Stars Beneath My Feet (2004-2021), il brano è stato scritto da James Blunt, Patrick Jordan-Patrikios, Hanni Ibrahim e Nick Bradley, mentre è stato prodotto da Loose Change con la produzione aggiuntiva di Dan Grech.
Il 18 marzo 2022 viene pubblicata una nuova versione del brano in collaborazione con il cantante cinese Jason Zhang.

## Video musicale
Il videoclip del brano, diretto da Moon, è stato pubblicato sul canale YouTube di Blunt il 4 febbraio 2022.

## Tracce
Testi e musiche di James Blunt, Patrick Jordan-Patrikios, Hanni Ibrahim e Nick Bradley.
1. Adrenaline – 2:56

Download digitale (feat. Jason Zhang)
1. Adrenaline (feat. Jason Zhang) – 2:57
2. Adrenaline – 2:56